# Ruslán Ternovói
Ruslán Andréyevich Ternovói (en ruso: Руслан Андреевич Терновой; Penza, 10 de abril de 2001) es un deportista ruso que compite en saltos de plataforma.
Ganó una medalla de plata en el Campeonato Mundial de Natación de 2025 y una medalla de bronce en el Campeonato Europeo de Saltos de 2019.

## Palmarés internacional
| Campeonato Mundial | Campeonato Mundial  | Campeonato Mundial | Campeonato Mundial     |
| Año                | Lugar               | Medalla            | Prueba                 |
| ------------------ | ------------------- | ------------------ | ---------------------- |
| 2025               | Singapur (Singapur) | Medalla de plata   | Plataforma 10 m sincro |
| Campeonato Europeo |                     |                    |                        |
| Año                | Lugar               | Medalla            | Prueba                 |
| 2019               | Kiev (Ucrania)      | Medalla de bronce  | Plataforma 10 m        |